# Тім Ірогбунам
Тімоті Емека Ірогбунам (англ. Timothy Emeka Iroegbunam, нар. 30 червня 2003, Бірмінгем, Англія) — англійський футболіст нігерійського походження, опорний півзахисник клубу «Евертон».

## Ігрова кар'єра

### Клубна
Тім Ірогбунам є вихованцем клубі «Вест-Бромвіч Альбіон» та «Астон Вілла».
В липні 2021 року футболіст приєднався до клубу «Астон Вілла», де виступав на молодіжному рівні. 26 лютого 2022 року футболіст дебютував у першій команді, коли вийшов на заміну у матчі чемпіонату країни проти «Брайтон енд Гоув Альбіон». В березні 2022 року Тім підписав з клубом контракт до 2027 року. 30 квітня Ірогбунам вперше вийшов на гру в основному складі «Вілли».
Сезон 2022/23 Ірогбунам провів в оренді в клубі Чемпіоншип «Квінз Парк Рейнджерс». 3 вересня футболіст провів першу гру в новій команді.
В червні 2024 року Ірогбунам перейшов до клубу АПЛ «Евертон», з яким підписав трирічний контракт. 17 серпня у матчі проти «Брайтона» футболіст провів першу гру в складі «Ірисок».

### Збірна
У 2022 році Тім Ірогбунам в складі юнацької збірної Англії (U-19) брав участь в переможному юнацькому чемпіонаті Європи в Словаччині.

## Титули
Англія (U-19)
 Чемпіон Європи: 2022